# Le più belle canzoni (Litfiba)
Le più belle canzoni è una raccolta non ufficiale (in quanto non autorizzata dalla band) dei Litfiba del 2005, pubblicata dalla casa discografica Warner Music Italy.

## Tracce
1. El diablo – 4:24
2. Re del silenzio – 4:07
3. Cangaceiro – 4:57
4. Proibito – 3:48
5. Tex – 5:35
6. Fata Morgana – 5:13
7. Amigo – 3:20
8. Maudit – 4:54
9. Bambino – 5:03
10. Oro nero – 3:45
11. Dimmi il nome – 3:39
12. Ferito – 4:25